# Frank Rödel
Frank Rödel (* 1954 in Weimar) ist ein deutscher Maler.

## Werdegang und Biografie

### Fluchtversuch aus der DDR
Rödel unternahm 1977 mit seiner Lebensgefährtin und dem gemeinsamen Sohn Emanuel Holzhauer einen Fluchtversuch aus der DDR, wobei Fluchthilfe in Anspruch genommen wurde. Dabei kam der halbjährige Sohn zu Tode. Rödel und seine Lebensgefährtin wurden wegen staatsfeindlicher Verbindungsaufnahme, versuchtem ungesetzlichen Grenzübertritt und fahrlässiger Tötung vom Stadtgericht Berlin zu fünf Jahren Haft verurteilt und 1980 von der BRD freigekauft.
In der Reihe Der Staatsanwalt hat das Wort wurde 1979 die Folge Der Staatsanwalt hat das Wort: Risiko produziert, die den Fluchtversuch Rödels und seiner Familie zum Vorbild hatte. Regie führte Helmut Krätzig. Allerdings gelangen die Eltern darin unentdeckt mit dem toten Kind in die Bundesrepublik. Die Folge durfte jedoch erst nach der Wende gesendet werden.

### Laufbahn in der BRD
Von 1982 bis 1988 studierte Rödel Malerei an der Hochschule der Künste Berlin, dort war er Meisterschüler bei Karl Oppermann. Ateliers- und Arbeitsstipendien führten ihn nach Gut Salzau in Schleswig-Holstein (1991), nach San Sebastian in Spanien (1992), nach Dinan in Frankreich (1994), zum Anderson Ranch Arts Center, Colorado, USA (1995) und bei einem Gaststipendium der Konrad-Adenauer-Stiftung nach Cadenabbia, Italien (1995).
2001 erhielt er einen Lehrauftrag am Ragamangala Institute of Technology, Department of Fine Arts, in Bangkok, Thailand. Ein Jahr später folgte ein Atelierstipendium (Artist in Residence Program) der Chiang Mai University in Chiang Mai, Thailand. Das Goethe-Institut in Tokio beauftragte Rödel 2005 mit der künstlerischen Gestaltung einer Buddy-Bär-Skulptur, die Bundespräsident Horst Köhler und Japans Premierminister Jun’ichirō Koizumi bei der Eröffnung von Deutschland in Japan 2005/2006 signierten. 2007 folgte ein Atelierstipendium des Upernavik-Museums, Grönland, sowie die Gestaltung des Bühnenbildes zur Verleihung des Quadriga-Preises 2007 in der Komischen Oper Berlin und je eines Bildes für jeden der vier Preisträger, u. a. für Königin Silvia von Schweden und Altbundeskanzler Gerhard Schröder.
Bilder von Frank Rödel wurden als offizielle Geschenke der Bundesregierung Deutschland an Gäste überreicht, so unter anderem an den Präsidenten der Republik Mosambik, Armando Emílio Guebuza, an die irische Präsidentin Mary Patricia McAleese, an den brasilianischen Präsidenten Luiz Inácio Lula da Silva und an den Präsidenten der Republik Italien, Giorgio Napolitano.
Rödels Werke wurden in Ausstellungen unter anderem in Dänemark, Israel, Japan, Thailand und in den USA sowie in vielen deutschen Städten gezeigt. Frank Roedel versucht mit seinen jüngeren Werken, einen interkulturellen Dialog zwischen dem Iran und Israel herzustellen.

### Einzelausstellungen
- 1985: Deutschlandhaus, Berlin
- 1988: Jüdisches Museum/Bamberghaus, Rendsburg
- 1989: Museum Alte Synagoge, Essen
- 1990: Galerie Nora, Jerusalem, Israel
- 1990: Berlin Museum, Jüdische Abteilung, Martin Gropius Bau
- 1990: Jüdisches Museum, Frankfurt am Main
- 1992: Galerie Sievi, Berlin
- 1993: Zitadelle Spandau, Berlin
- 1994: Museum Residenzschloß, Bad Arolsen
- 1995: Museum Schloß Wilhelmsburg, Schmalkalden
- 1995: Angermuseum, Erfurt
- 1995: Rotes Rathaus, Berlin
- 1996: Stiftung Burg Kniphausen, Wilhelmshaven
- 1999: Wägehaus Weimar 1999, Kulturstadt Europas
- 2000: Ostholsteinmuseum, Eutin
- 2002: German House Gallery, Deutsches Generalkonsulat, New York, USA
- 2003: Gong Dee Studio, Chiang Mai, Thailand
- 2003: National Gallery, Bangkok, Thailand[6]
- 2003: Haggerty Museum of Art, Milwaukee, Wisconsin, USA
- 2007: Hyogo Museum of Art, Kobe, Japan
- 2008: art.ist Galerie, Castrop-Rauxel[7]
- 2011: Akademie der Künste, Taschkent, Usbekistan
- 2012: Deutsches Schiffahrtsmuseum, Bremerhaven[8]
- 2013: Botschaft der Republik Usbekistan, Berlin
- 2014: National Gallery of Uzbekistan, Photo Biennale. Tashkent, Uzbekistan
- 2015: Auswärtiges Amt, Berlin
- 2017: Tashkent International Festival of Decorative and Applied Arts, Central Exhibition Hall, Art Gallery of Uzbekistan
- 2018: Galerie des 1. FC Union Berlin; Wägehaus, Weimar
- 2019: Galerie am Marientor, Naumburg
- 2023: Köppe Contemporary, Berlin